# Markowo (obwód kurski)
Markowo (ros. Марково) – wieś (ros. село, trb. sieło) w zachodniej Rosji, w sielsowiecie markowskim rejonu głuszkowskiego w obwodzie kurskim.

## Geografia
Miejscowość położona jest nad rzeką Sejm, 6,5 km od centrum administracyjnego sielsowietu markowskiego (Dronowka), 19 km od centrum administracyjnego rejonu (Głuszkowo), 130 km od Kurska.
W granicach miejscowości znajdują się ulice: 8 Marta, Bazarnaja, Kołchoznaja, Nabierieżnaja, Nowaja, Oktiabrskaja, Pocztowaja, Sadowaja, Sowietskaja, Szkolnaja, Szossiejnaja, Zawodskaja.

## Historia
Do roku 2010 Markowo było centrum administracyjnym sielsowietu markowskiego, ale w tymże roku w skład sielsowietu wszedł sielsowiet dronowski, a centrum administracyjnym stała się jego siedziba Dronowka

## Demografia
W 2010 r. miejscowość zamieszkiwało 520 osób.